# FC Dinamo Batumi
FC Dinamo Batumi (gruzínsky დინამო ბათუმი, Sapekhburto K'lubi Dinamo Batumi) je gruzínský fotbalový klub, který sídlí v Batumi, hlavním městě autonomní republiky Adžárie. Původním sídlem byl Centrální stadion v Batumi, od roku 2006 hraje domácí zápasy na stadionu Čchele Arena v nedalekém Kobuleti. Vznikl v roce 1923 spojením klubů Mezgvauri a Citeli Raindi a byl součástí sportovní organizace Dynamo při sovětském ministerstvu vnitra. V sovětských fotbalových soutěžích se pohyboval mezi druhou a třetí úrovní, nejlepším výsledkem bylo šesté místo v druhé lize v roce 1961. Po vyhlášení gruzínské nezávislosti v roce 1990 účinkoval v nejvyšší soutěži Umaglesi Liga s výjimkou let 2008–2012 a sezóny 2013/14, kdy hrál druhou ligu. V letech 1998 a 2015 se stal vicemistrem země, v letech 1997 a 2016 obsadil třetí místo. Je na sedmém místě historické tabulky gruzínské ligy. V roce 1998 Dinamo vyhrálo gruzínský fotbalový pohár a po vítězství nad FC Dinamo Tbilisi 2:1 získalo také gruzínský superpohár. V roce 2017 obsadil klub v nejvyšší soutěži osmé místo a spadl do baráže, kde podlehl FC Sioni Bolnisi (2:3 venku, 3:2 doma a 2:4 na penalty) a sezónu 2018 stráví opět v druhé lize.

## Evropské poháry
| Sezona  | Soutěž              | Kolo | Tým                   | Doma             | Venku | Celkem |
| ------- | ------------------- | ---- | --------------------- | ---------------- | ----- | ------ |
| 1995/96 | Pohár vítězů pohárů | QR   | FK Obilić             | 2–2              | 1–0   | 3–2    |
| 1995/96 | Pohár vítězů pohárů | 1R   | Celtic FC             | 2–3              | 0–4   | 2–7    |
| 1996/97 | Pohár vítězů pohárů | QR   | HB Tórshavn           | 6–0              | 3–0   | 9–0    |
| 1996/97 | Pohár vítězů pohárů | 1R   | PSV Eindhoven         | 1–1              | 0–3   | 1–4    |
| 1997/98 | Pohár vítězů pohárů | QR   | FC Ararat Jerevan     | 0–3 (kontumačně) | 2–0   | 2–3    |
| 1998/99 | Pohár vítězů pohárů | QR   | FK Partizan           | 1–0              | 0–2   | 1–2    |
| 2015/16 | Evropská liga UEFA  | 1QR  | AC Omonia             | 1–0              | 0–2   | 1–2    |
| 2017/18 | Evropská liga UEFA  | 1QR  | Jagiellonia Białystok | 0–1              | 0–4   | 0–5    |